# Bataille d'Aïn Dara
La bataille d'Aïn Dara est livrée au Liban en 1711. Elle oppose les partisans de l'émir libanais qaysite Haydar Chehab aux troupes de ses compétiteurs : les émirs yamanites (en) Alameddine et le cheikh druze du Chouf, Mahmoud Harmouche. L'émir Haydar remporte une victoire complète sur ses adversaires, qui lui permet d'assurer définitivement son pouvoir. Cinq princes Alameddine sont tués dans la bataille tandis que Mahmoud Harmouche qui est capturé, se voit accorder la vie sauve. Cependant, Haydar lui fait couper les pouces pour lui interdire à jamais de tenir une épée, et un morceau de la langue, pour l'empêcher de parler et donc d'intriguer.

## Sources
- Boutros Dib (dir.), Histoire du Liban : des origines au XXe siècle, Paris, Rey, 2006, 1006 p. (ISBN 978-2-848-76073-5)
- Yāsīn Suwayd, Histoire militaire des muqata'a-s libanais à l'époque des deux émirats., t. 2 : l'émirat Chéhabite (1698-1842), 1985 (OCLC 652256509)